# Plagithmysus usingeri
Plagithmysus usingeri là một loài bọ cánh cứng trong họ Cerambycidae.